# Pulau Tinggi
Pulau Tinggi is een bestuurslaag in het regentschap Kampar van de provincie Riau, Indonesië. Pulau Tinggi telt 1616 inwoners (volkstelling 2010).